# 库尔特·彼得森
库尔特·彼得森（瑞典語：Kurt Pettersén，1916年6月21日—1957年11月15日），瑞典男子摔跤运动员。他曾代表瑞典参加1948年夏季奥林匹克运动会摔跤比赛，获得男子古典式雏量级金牌。